# The Good Bad Man
The Good Bad Man és una pel·lícula muda dirigida per Allan Dwan i protagonitzada per Douglas Fairbanks i Bessie Love. La pel·lícula, rodada en part al desert de Mojave, es va estrenar el 7 de maig de 1916.

## Argument
Un vaquer excèntric actua com a Robin Hood i roba diners per donar-los als nens il·legítims, ja que creu que ell n'és un ja que la seva pròpia mare mai es va casar. Un dia arriba a una mina abandonada que serveix de lloc de trobada de la banda de Bud Frazer, conegut com “el Llop”. Quan ells li demanen que s'identifica respon “sols un que està de pas” (just “Passin' Through”). Ells l'envien a la barraca de Weazel per aixoplugar-se i allà coneix Amy de qui s'enamora. Tot i això, davant de la vergonya de no poder explicar qui és poc després marxa de la barraca. Arriba a Maverick Citty i allà es deixa capturar i és a punt de ser linxat abans que ho impedeixi l'arribada d'un Marshall. Aquest resulta ser un antic pretendent de la seva mare i li explica que 
el seu naixement va ser dins d'una matrimoni, però que Bud Frazer, que pretenia seduir la seva mare, va assassinar el seu pare poc després que es casessin i que després la va assetjar a ella fins que va morir.
Mentrestant, Frazer s'ha assabentat de la verdadera identitat de “Passin' Through” i ara cobeja Amy. Per això la rapta i juntament amb la banda van a Maverick Citty per tal de matar “Passin' Through” i esdevenir ell l'espòs de la noia. Quan Passin' Through és localitzat es troba en inferioritat numèrica, però aleshores arriba el Marshall amb els seu homes. Maten Frazer i els seus sequaços. Al final de la pel·lícula Passin' Through marxa a cavall amb la seva estimada.

## Repartiment
- Douglas Fairbanks ("Passin' Through")
- Sam De Grasse (Bud Frazer / “el Llop”)
- Pomeroy Cannon (Bob Evans, el Marshall)
- Bessie Love (Amy)
- Mary Alden (Jane Stuart)
- Joseph Singleton (Weazel)
- George Beranger (Thomas Stuart)
- Fred Burns (el sheriff)
- Charles Stevens (un bandit)
- Jim Mason (un bandit)